# Abd al-Kadir al-Addaui
Abd-al-Qàdir ibn Abd-al-Hamid al-Addawí, de la casa de Zayd ibn al-Khattab al Addawí, originari d'Haran, fou ostikan d'Armènia per tres mesos vers el 778. Va portar un grup important d'àrabs des del Diyar Mudar (Osroene) per ajudar a poblar Armènia amb àrabs musulmans.
El seu govern fou curt, segons al-Yaqubí només va durar uns quatre mesos. El va succeir Sulayman ibn Yazid.